# Think (песня Ареты Франклин)
«Think» — песня Ареты Франклин с её альбома 1968 года Aretha Now. Вскоре после выхода альбома была издана отдельным синглом.
Сингл поднялся на 1 место ритм-энд-блюзового чарта американского журнала «Билборд».